# ファイブ (ふるかわしおりの漫画)
『ファイブ』は、2004年2月号・6月号に読み切り、2005年3月号から2011年3月号にかけて連載として『別冊マーガレット』（集英社刊）で掲載された、ふるかわしおりによる少女漫画。単行本全15巻とキャラクターブック、他に小説版が発売されている。2016年から2017年に双葉社アクションコミックスから新装版が刊行された。続編となる『ファイブ+』（ファイブプラス）が『月刊アクション』（双葉社刊）にて2016年7月号から2023年8月号まで連載。2016年11時点で累計発行部数は350万部を突破している
。
2017年に実写ドラマ化。

## あらすじ
転勤族だった麻生ひなは、とうとう念願かなって親の転勤が無くなり、一つの学校に腰を落ち着けられることに。しかし転校先は成績別にクラスを分ける学校で、ひなは一番トップクラスの特Aに入れられる。しかもそのクラスは、ひな以外が全員男子であった。初日から落ち込むひなの前に現れたのは、この学校で女子に1番人気のグループ「メンズ5（ファイブ）」。なぜかその5人組に見込まれ、「姫」と呼ばれるひなはメンズ5とオトモダチになることに。メンズ5たちや生徒会、さらにアメリカ帰りのトシの幼馴染・真人千和なども騒動を巻き起こし、他クラスからの闇討ち、サバイバル体育祭、くじ引きで行き先を決める遠足と波乱万丈の、だけど楽しいメンズ5との高校生活が始まった。

## 登場人物

### 主人公
麻生 ひな（あそう ひな）
声：豊口めぐみ
7月5日生まれ A型 157cm 43kg
主人公。親は根っからの転勤族。そのため、幾度と無く引っ越し、転校を繰り返してきた。親の転勤が無くなって入学した宗瑛学園で「メンズ5」と出会う。
普段は割合常識人だが、負けん気が強い。度々キレることが多く、メンズ5のメンバーを驚かしている。メンズ5からは「姫」と呼ばれている。
過去にコーヒーを飲み酔っ払って以来、親に飲むことを止められている。雷が苦手。
弟に乃浬がいて、彼を溺愛しており、メンズ5から、超ド級のブラコンといわれている。
小さい頃に、柔道、空手、剣道など、武術を習っていた経験があり、喧嘩は強い。
頭は良いが、恋愛などに関しては鈍感である。
14巻で、彼女の胸は「70のDカップ」ということが判明。
料理が超ド級に下手で、作ったものにモザイクがかかるほど。だが、おにぎりに関しては天才的で、カニやキリンなどの形などのおにぎりを無意識に作れる。

### メンズ5
学校で女子から圧倒的な人気を誇る頭脳明晰イケメン5人組。ケンカも強い。
清水 トシ（しみず トシ）
声：諏訪部順一
9月5日生まれ A型 179cm 63kg
「メンズ5」のリーダー的存在。頭がよく、顔もよいため、女子に圧倒的な人気を誇る。本人も女子には手が早い。
転校してきたひなに興味を示し、眼鏡を割ってしまったお詫びといって初日から接近。何かとひなにちょっかいを出すが、小次郎曰く「姫を好きなんだろう」とのこと。ひなに不意打ちのキスを何度もするが、「俺のことは絶対好きにならないで」と言ったりするなど、本心は不明。本気で笑うと眉間にしわがよる。
実は暗いところが苦手（暗所恐怖症）。原因は、過去に母親に捨てられたことがある（寝ている間に出ていかれた）ため。テストでは常に1位で、不得意分野は一つもないが、料理はしない。ご飯は硬めが好き。
岩淵 拓依（いわぶち たくい）
声：高橋広樹
5月5日生まれ O型 163cm 52.5kg
運動神経抜群で、大抵どんなスポーツもこなす。乃浬から「イガグリ」と言われてしまうような髪型をしている。
鞄の中には勉強道具の代わりにおもちゃなどがぎっしり入っている。ひなの事が好きで告白までしたが、ひなとトシの気持ちを理解し、自らは手を引いた。しかしそれなりにショックは受けているようである。
実は家庭的で料理や裁縫が得意。下に弟2人と妹2人がおり（ちなみにうち弟1人と妹2人は三つ子）、毎日幼稚園に迎えに行く優しいお兄さんでもある。5人の中ではいじられ役。
旅行では小次郎の夢を見た。
有沢 ナオ（ありさわ ナオ）
声：宮田幸季
3月5日生まれ AB型 155cm 44kg
女の子のような見た目をしているが実は男の子。「可愛い」と人気。ムードメーカー的存在で、語尾に「〜だよん」とつけてしゃべる癖がある。普段の一人称は「僕」。
家は凄く裕福。マーダーベアの会社の社長を務めていたりする。
拓依と共にわかりやすい性格でひなの事が好き。キレると机を吹っ飛ばす程の力を発揮する。その時の一人称は「俺」。
テストではトシに次ぐ成績だが、加減計算を間違えるなど、単純なケアレスミスに泣かされている。トシと同じで料理はしない。本人曰く「料理は作ってもらうもの」。
拓依曰く「キレたときの態度と、ある一部が大きい」。それをひなの前で言われたときは「あとで覚えてろよん」と言うなど少々腹黒い描写もある。
旅行では泰楽の夢を見たりと、読者からも関係を疑われている。
矢内 小次郎（やうち こじろう）
声：櫻井孝宏
1月5日生まれ O型 184cm 79kg
剣道部に所属し、修羅場でも冷静な判断ができる。
「和」の産物を好み、得意の剣術でひなを助けることもしばしば。コミックス2巻で、アメリカから帰ってきた千和に「いつ見ても細いな。随時物は食しておるのか?」と冷静なツッコミを入れたことも。方向感覚が乏しく、地理が苦手。
生徒会書記の佳那と敵対している。
過去にエレベーターを壊したことがあり、機械に弱く、小さくて可愛いものが大の苦手（ナオは、この部類に入らないらしい）。
家は毎年除夜の鐘を撞くほどの大きな寺。兄と姉がおり、兄に対しては敵意を剥き出しにする。
泰楽 ジュン（たいらく ジュン）
声：石田彰
11月5日生まれ AB型 177.5cm 60kg
成績トップクラスの特A組においても最高位（大学レベルの計算も暗算で解いてしまうほど）の頭脳明晰ぶりをほこる。テストでは、ペンを動かすのがめんどくさいため、順位は学年5位らへんにいつもいる。パソコンの扱いに長けていて株の売買もしており、ハッキングもお手の物。しかし、メンズ5の中で一番戦闘能力が低い可能性あり。
「メンズ5」の中では小次郎やナオと話したり、行動を共にしたりすることが多いようだ。ひなにメンズ5からの「トモダチ宣言」をした人物でもある。メンズ5の中で一番謎が多い。
料亭・青楼庵の息子だが、継ぐ予定なのは青楼庵ではなく別のところだと言っている。料理がとても上手。いつも右目を前髪で隠している。姉のヒロ、妹のユウがいる。いつもクールで余裕そうな表情だが、家族絡みやナオがピンチのときなどはそれを崩している。14巻でシスコンということが判明。

### 生徒会執行部
宗瑛学園の生徒会執行部メンバー。メンズ5とたびたび対立する。
山近 亨（やまちか とおる）
声：保志総一朗
8月9日生まれ B型 176cm 60kg
高校3年生。宗瑛学園の生徒会執行部会長。トシが大好きで、周りから「トシコン」と言われる程。 しかしトシが自分に構ってくれない為、気を引こうとして特Aの文化祭費用を盗んだ。女子に人気がある。実はひなと一緒で雷が苦手。
実は悦のことが好きで、温泉にて互いの想いを伝え合った。不器用で面倒な性格なので、想いを伝え合った後もいろいろと問題がある模様。
中込 悦（なかごめ えつ）
声：田中理恵
12月24日生まれ A型 162cm 45kg
高校3年生。宗瑛学園の生徒会執行部副生徒会長。メンズ5たちには「ミス中込」と呼ばれている。一言で表すと「クールビューティー」。でも、たまに大慌てしたりすることもある。
山近の事が好きで、本人は隠しているつもりだが、たいていの人間にはばれている。キレるとワイシャツに忍び込ませているはさみ等の刃物を投げる。充とは双子で、彼女が姉。
また、前年度のキング杯にて、人質だったにもかかわらず自分のクナイを使って脱走を図り、山近たちを援護するために大暴れした経験がある。また、これが原因で翌年から、宗瑛学園の生徒だけロープで縛り付けられることになった。
中込 充（なかごめ みつ）
声：子安武人
12月24日生まれ A型 178cm 64kg
高校3年生。宗瑛学園の生徒会執行部会計。メンズ5たちには「ミスター中込」と呼ばれている。
パソコンの扱いに長けているためか、ジュンとは敵対関係にある。悦とは双子で、彼は弟。
小諸の事が好きらしき描写がある。
小諸 佳那（こもろ かな）
声：能登麻美子
4月1日生まれ O型 146cm 35kg
高校3年生。宗瑛学園の生徒会執行部書記。空手部主将。
小次郎と敵対。だが方向感覚に乏しく地理が苦手なところは同じ。口調は、江戸時代の武士か忍者のよう。
生徒会執行部の中では一番背が低い。充とよく一緒に行動しているため、ひなやメンズ5、悦からは付き合っているのかと思われている。私服はフリルのミニスカートをはくなど、ファッションは女の子らしい。部屋も和風ではなくカワイイ系だと言っている。巻き毛は天然らしい。料理が上手で、特に中華はかなり上手。

### その他の人物
真人 千和（まさと ちわ）
声：甲斐田ゆき
10月10日生まれ B型 175cm 51kg
ひな達の通う高校の理事長の孫。普段はアメリカで生活しており、滅多に日本に帰って来られない。デザイナーの仕事もしている。
トシと山近の幼馴染で他のメンズ5とも顔見知り。ひなに出会うなり抱き付いたりするなど、スキンシップが激しい。メンズ5と並ぶイケメンで、ひなにとっても少し気になる存在となっていたが、実は女。ひなより胸が大きい。ケビンとはビジネスでつるんでいるが、15巻の10年後話で結婚式を挙げる。
ケビン・権造・ルドレッティーナ（ケビン・ごんぞう・ルドレッティーナ）
声：宮野真守
女性下着メーカー「ルドレッティーナ社」の次期社長。真人に「権ちゃん」と呼ばれている。
真人が好き。下着のプロジェクトに関わった際、「このプロジェクトが成功したら結婚してくれ」とプロポーズ。が、真人は「このプロジェクトが成功しないわけはない」「もっとちゃんとした問題をもっておいで」といわれ、この話は保留に。
麻生 乃浬（あそう だいり）
高校1年生。白鶯学院に通っている。ひなの弟。
極度のシスコンであり、今までひなに言い寄る男、友達などを片っ端から離れさせるために元彼に扮して追っ払ってきたため、メンズ5を敵視していたが、なぜか仲良くなってしまった。椛達とも普通に話せる程度にはなっている。
姉のひなとは性格が違うようである。
内倉 椛（うちくら もみじ）
白鶯学院高校2年生。関西弁のお調子者。白鶯側のリーダー的存在。実は彼女持ち。乃浬によく絡んでいる。
小野 蘭丸（おの らんまる）
白鶯学院高校2年生。好戦的な性格の男。ネーミングセンスは悪い。非常に自己中心的な性格。サングラスが特徴。
山咲 二葉（やまさき ふたば）
白鶯学院高校2年生。キング杯ではひなと同じ人質になる。蓬田曰く「カワイイ系」だが、他人への関心は割合希薄。常に敬語。眼鏡をかけている。
蓬田 大（よもぎだ はじめ）
白鶯学院高校2年生。人に挑発するのが得意で、普段は優しいナオをキレさせ、裏のナオを引き出させ戦いへと導いた。
園 哲生（その てつお）
白鶯学院高校2年生。オッドアイ。小次郎と性格などがが似ているが、小次郎を敵視している。
美島 麗（みしま うらら）
6月6日生まれ。山近の親戚。小次郎の事が好き。だが、小次郎には避けられている。
幼い女の子のようだが実は男で、年齢もひな達と同い年である。
ガンダム
特A生徒。ひなに好意を持つオタク系男子。ガンダム絡みの文字が書かれたハチマキが目印。キャノン、タンクという弟と妹がいる。本名不明。
14巻ではとうとうひなに告白しようと下駄箱に手紙を入れたが下駄箱を間違え、帽子をかぶったミステリアスな美女・慈音（B組）に情熱的な告白をしてしまった。
アフロ
特A生徒。ガンダムとよく一緒にいるが、無口・無表情で謎めいた存在。作中では一度もしゃべっていない。自分のアフロ頭でヒヨコを飼育している。本名不明。
北浜大輔（きたはま だいすけ）
特A生徒。一見、明るく爽やかな優等生だが、実は計算高い一面を持つ。
渓 幸平（たに こうへい）
声：福山潤
ひなの中学1年生の時のクラスメイト。地元では有名なプレイボーイ。熱海で再会したばかりのひなに、突然告白をする。が、それはただのいたずらであり、それに気づいたトシ達によって制裁を受ける。
妹尾 孝文（せのお たかふみ）
声：杉田智和
ナオに仕えるサングラスの男。ナオ監禁の際、真っ先にトシ達に助けを求めた。
金丸 倫子（かねまる りんこ）
声：小清水亜美
日本一の警備会社・金丸セキュリティー社の令嬢。有沢財閥と繋がるため、ナオを監禁し婚約を強行した。
神代 莉央（かみしろ りお）
学園に転校してきたばかりの1年生。ひなとぶつかった時に手当てを受けて以来、ひなのところに放課後毎日会いに来るようになる。
ひなにフラれた後、自分がモテていたことに気付き彼女もできたことをトシとひなに報告し、何故ひなにこだわっていたのか疑問とまで言っている。その後はトシとひなをくっつかせるためにひなの背中を押した。
矢内 政宗（やうち まさむね）
小次郎の兄。長崎弁で話す。
毎年除夜の鐘を撞くのが嫌で小次郎に代役を頼んでいる。もちろん突っぱねられてはいるが、剣術は政宗の方が上のようで、結局小次郎が撞いているらしい。
相当の遊び屋。触れただけでひなのバストサイズを見抜いた。
矢内 市（やうち いち）
小次郎の姉。政宗との上下関係は明らかにはなっていないが、恐らくは姉である。
小次郎によく似て真面目な性格。政宗に関しては彼女も呆れているようで、往復ビンタや薙刀で政宗を捕獲しようとした。
泰楽 ヒロ（たいらく ヒロ）
ジュンの姉。青楼庵の女将である。いつも左目を前髪で隠している。
泰楽 ユウ（たいらく ユウ）
ジュンの妹。ジュンと同じく冷静で超天才。ブラコンである。
ツインテールで両目を見せている。

## 書誌情報

### 漫画
- ふるかわしおり 『ファイブ』 集英社〈マーガレットコミックス〉、全15巻
  1. 2004年10月発行、ISBN 4-08-847793-6
  2. 2005年4月発行、ISBN 4-08-847849-5
  3. 2005年8月発行、ISBN 4-08-847884-3
  4. 2006年2月発行、ISBN 4-08-846034-0
  5. 2006年8月発行、ISBN 4-08-846088-X
  6. 2007年2月発行、ISBN 978-4-08-846144-1
  7. 2007年8月発行、ISBN 978-4-08-846206-6
  8. 2008年2月発行、ISBN 978-4-08-846267-7
  9. 2008年5月発行、ISBN 978-4-08-846298-1
  10. 2008年11月発行、ISBN 978-4-08-846358-2
  11. 2009年5月発行、ISBN 978-4-08-846408-4
  12. 2009年9月25日発売[6]、ISBN 978-4-08-846446-6
  13. 2010年3月25日発売[7]、ISBN 978-4-08-846507-4
  14. 2010年9月24日発売[8]、ISBN 978-4-08-846570-8
  15. 2011年5月25日発売[9]、ISBN 978-4-08-846656-9
- ふるかわしおり 『ファイブ』 双葉社〈アクションコミックス〉、全13巻
  1. 2016年4月28日、ISBN 978-4-575-84787-1
  2. 2016年4月28日、ISBN 978-4-575-84788-8
  3. 2016年6月28日、ISBN 978-4-575-84815-1
  4. 2016年6月28日、ISBN 978-4-575-84816-8
  5. 2016年8月23日、ISBN 978-4-575-84840-3
  6. 2016年8月23日、ISBN 978-4-575-84841-0
  7. 2016年9月28日、ISBN 978-4-575-84855-7
  8. 2016年10月28日、ISBN 978-4-575-84869-4
  9. 2016年11月28日、ISBN 978-4-575-84886-1
  10. 2016年12月28日、ISBN 978-4-575-84903-5
  11. 2017年2月28日、ISBN 978-4-575-84932-5
  12. 2017年3月28日、ISBN 978-4-575-84954-7
  13. 2017年4月28日、ISBN 978-4-575-84963-9
- ふるかわしおり 『ファイブ+』 双葉社〈アクションコミックス〉、全7巻
  1. 2016年11月11日、ISBN 978-4-575-84879-3
  2. 2017年5月12日、ISBN 978-4-575-84989-9
  3. 2017年11月10日、ISBN 978-4-575-85059-8
  4. 2018年5月11日、ISBN 978-4-575-85149-6
  5. 2019年2月12日、ISBN 978-4-575-85270-7
  6. 2019年9月12日、ISBN 978-4-575-85351-3
  7. 2023年8月9日、ISBN 978-4-575-85872-3

### 小説
- 原作・イラスト:ふるかわしおり、著者:神埜明美 『ファイブ〜その男たち非常識につき〜』 集英社 〈コバルト文庫〉、全1巻
  - 2008年6月発行、ISBN 978-4-08-601178-5

### その他
- ファイブオールキャラクターズブック「High Risk、No Return」（2007年8月発行、集英社、マーガレットコミックス、ISBN 978-4-08-846200-4）

### 単行本未収録作品
- ファイブ第74.5話[10]（『Cookie』2013年1月号）

## ドラマCD
2005年、ラジオ番組『集英学園乙女研究部』の企画でドラマCD化。
- ふるかわしおり 『ファイブ ドラマCD』 声: 諏訪部順一・豊口めぐみ・石田彰・櫻井孝宏・高橋広樹・宮田幸季・子安武人・田中理恵・保志総一朗・甲斐田ゆき・宮野真守他 発売元:マーベラスエンターテイメント 販売元:ジェネオン・ユニバーサル・エンターテイメント 全4巻
  1. 2005年8月発売、EAN 45-35506200389
    - SCENE1 転勤家族卒業万歳!
    - SCENE2 コーヒー事件簿
    - SCENE3 電気は消さないで
    - SCENE4 ぽにぽに
    - SCENE5 彼と彼女の主張
    - SCENE6 太陽よ、昇ることなかれ

  2. 2006年3月発売、EAN 45-35506200525
    - SCENE1 NYよりこんにちは
    - SCENE2 バブスタ!
    - SCENE3 白昼夢
    - SCENE4 嬉しい誤算
    - SCENE5 愛の○○大作戦
    - SCENE6 Yの悲劇
    - SCENE7 非・日常的情景
    - SCENE8 お・ま・け

  3. 2006年10月発売、EAN 45-35506200747
    - SCENE1 0時のシンデレラ
    - SCENE2 キミの魔法が解ける前に
    - SCENE3 パソコンという名の馬車
    - SCENE4 カウントダウン
    - SCENE5 僕達が本当に守りたい物
    - SCENE6 シンデレラの木製の靴
    - SCENE7 謎の戦隊11レンジャー
    - SCENE8 お・ま・け

  4. 2007年8月発売、EAN 45-35506201010
    - 右手を翳した紳士な彼女
    - 悪魔の誘惑
    - さよならにバイバイ
    - 風雲おとぎ絵巻・小諸の大冒険
    - お・ま・け

## テレビドラマ
フジテレビの動画配信サービス「フジテレビオンデマンド」にて2017年6月30日から先行配信、フジテレビ月曜深夜枠「Mナイト」で7月4日未明（7月3日深夜）から放送されている。

### キャスト
- 清水トシ - 佐藤流司
- 泰楽ジュン - 黒羽麻璃央
- 岩淵拓依 - 松岡広大
- 有沢ナオ - 西井幸人
- 矢内小次郎 - 根岸拓哉
- 麻生乃浬 - 百瀬朔
- 麻生ひな - 浅川梨奈（SUPER☆GiRLS）
- 山近亨 - 戸谷公人
- 中込悦 - 岡本杏理
- 中込充 - 水田航生
- 小諸佳那 - 加弥乃
- 真人千和 - 櫻井圭登
- 金丸倫子 - 岩佐真悠子

### スタッフ
- 原作 - ふるかわしおり『ファイブ』（双葉社アクションコミックス）
- 脚本 - 神田優、三好昭央、大山幸英
- 音楽 - 白石めぐみ（レジェンドア）
- エンディングテーマ - メンズ5 with T.M「学園天国」
- 企画プロデュース - 岡本真由子（フジテレビ）
- プロデュース - 小林和紘
- 演出 - 小林和紘、佐藤さやか、朝比奈陽子、おおはたしんじ
- 制作協力 - フジクリエイティブコーポレーション
- 制作著作 - フジテレビ

### 放送日程
| 各話   | 先行配信日 | 放送日  | サブタイトル                         | 脚本                     | 演出           |
| ------ | ---------- | ------- | ------------------------------------ | ------------------------ | -------------- |
| 第1話  | 6月30日    | 7月04日 | なに？惚れた？だったらゴメンね       | 神田優 三好昭央 大山幸英 | 小林和紘       |
| 第2話  | 7月07日    | 7月11日 | コーヒー事件簿                       | 神田優 三好昭央 大山幸英 | 小林和紘       |
| 第3話  | 7月14日    | 7月18日 | 体育祭は命がけ！？                   | 神田優 三好昭央 大山幸英 | 佐藤さやか     |
| 第4話  | 7月21日    | 7月25日 | 姫のファーストキス                   | 神田優 三好昭央 大山幸英 | 佐藤さやか     |
| 第5話  | 7月28日    | 8月01日 | 校外学習旅行00熱海編                 | 神田優 三好昭央 大山幸英 | おおはたしんじ |
| 第6話  | 8月04日    | 8月07日 | 文化祭でノルマを達成せよ！！         | 神田優 三好昭央 大山幸英 | 朝比奈陽子     |
| 第7話  | 8月11日    | 8月14日 | ようこそ、お化けが住むホストクラブへ | 神田優 三好昭央 大山幸英 | 朝比奈陽子     |
| 最終話 | 8月17日    | 8月21日 | シンデレラの魔法が解ける前に         | 神田優 三好昭央 大山幸英 | 小林和紘       |

### 関連商品

#### Blu-ray/DVD
- ファイブ Blu-ray BOX（初回限定版）（2017年8月18日発売予定、ポニーキャニオン、PCXG.60095）
- ファイブ DVD BOX（初回限定版）（2017年8月18日発売予定、ポニーキャニオン、PCBG.61695）
- ファイブ Blu-ray BOX（通常版）（2017年8月18日発売予定、ポニーキャニオン、PCXG.60096）
- ファイブ DVD BOX（通常版）（2017年8月18日発売予定、ポニーキャニオン、PCBG.61696）

#### CD
- メンズ5 with T.M「学園天国」（初回限定盤）（2017年8月18日発売予定、ポニーキャニオン、PCCA.04571）
- メンズ5 with T.M「学園天国」（通常盤）（2017年8月18日発売予定、ポニーキャニオン、PCCA.70514）